# Kolgu
Kolgu is een spookdorp in de Estlandse gemeente Kuusalu, provincie Harjumaa. De plaats is al sinds de jaren veertig van de 20e eeuw niet meer bewoond.
Kolgu ligt in de zuidoosthoek van de gemeente, tegen de grens met de provincie Lääne-Virumaa aan. Ten westen van Kolgu ligt het natuurreservaat Põhja-Kõrvemaa, ten oosten het natuurreservaat Ohepalu. De buurdorpen Pala en Koitjärve zijn ook niet meer bewoond.

## Geschiedenis
Kolgu werd voor het eerst genoemd in 1716 onder de naam Kolcka Hans, een boerderij op het landgoed van Lehtse. Het gebied bleef altijd dunbevolkt. Na de jaren veertig van de 20e eeuw woonde er niemand meer. Het gebied maakte toen deel uit van het dorp Suru.
In de jaren 1957-1992 was het grondgebied van Kolgu een onderdeel van een groot militair oefenterrein van het Rode Leger.  Daarna werd Kolgu een onderdeel van een kleiner oefenterrein voor het Estische leger, dat ook delen van de dorpen Suru, Tõreska en Pala omvat.
In 1997 kreeg Kolgu de status van dorp. Tot het grondgebied van Kolgu behoren ook de voormalige dorpen Tammetsa, Kukepalu, Sinipalu en Tepu.